# Neptune-Nunatakker
Die Neptune-Nunatakker sind eine kleine Gruppe von Nunatakkern im westantarktischen Marie-Byrd-Land. In den Ford Ranges ragen sie zwischen den Chester Mountains und den Fosdick Mountains auf.
Wissenschaftler United States Antarctic Service Expedition (1939–1941) entdeckten und kartierten ihn. Der United States Geological Survey kartierte sie erneut anhand eigener Vermessungen und Luftaufnahmen der United States Navy aus den Jahren von 1959 bis 1965. Das Advisory Committee on Antarctic Names benannte sie 1970 nach dem Geologen Gary D. Neptune, der an der Vermessung des Marie-Byrd-Lands zwischen 1967 und 1968 beteiligt war.